# Fours à chaux de Villeloin-Coulangé
Les établissements chaufourniers sont souvent méconnus bien qu'ils soient l'une des composantes de notre patrimoine. Ils étaient primordiaux au XIXe siècle en Touraine. Les fours à chaux de Villeloin-Coulangé, inventoriés dans la base Mérimée, en sont un parfait exemple.
La commune de Villeloin-Coulangé a compté jusqu'à cinq fours à chaux :
- Un à Villiers au sein du Prieuré de Grandmont Villiers ; il a disparu.
- Un situé au gué de Coulangé[1]
- Un à Villebaslin ; il a disparu.
- Un à la Villatte[2]
- Un a Montiange[3]

## Villiers: Four à Chaux duXVIIIesiècleetXIXesiècle
La présence d'un four à chaux et à tuiles à Villiers doit être aussi ancienne que celle du Prieuré de Grandmont Villiers. La tuilerie, dépendance de la métairie, était jusqu'à sa vente comme bien national, propriété du prieuré occupé par les grandmontains, et loué à la ferme pour son exploitation. En 1832 cette tuilerie appartenait à Placide Caillault, greffier au tribunal du Grand-Pressigny, et passe en 1853 à Xavier de Braniski, châtelain de Montrésor. Sa démolition est mentionnée en 1867 tandis que son exploitation a pu cesser dans les années 1840 - 1850.
Le four des XVIIIe siècle et XIXe siècle était à ciel ouvert, d'une capacité d'environ 15 à 18 mètres cubes, selon le montant de son imposition, il permettait la cuisson de tuiles et de briques et la calcination de pierre à chaux. Plusieurs fermiers nous sont connus : Pierre Desroches en 1772, François Burland en 1789, Antoine Pasquier en 1836 - 1841. Malgré leur disparition, four et hangar de fabrication peuvent être localisés, grâce au plan cadastral de 1832 et aux débris de tuiles et briques qui jonchent le sol à cet endroit.

## Gué de Coulangé: Four à Chaux duXIXesiècleetXXesiècle
Ce four à Chaux, qui est un exemple d'harmonie architecture-environnement, a été construit en 1884 par et pour Alexandre Leroux, architecte à Loches (et fondateur de L'entreprise Leroux ; encore présente sur la commune), et après mutations a cessé d'être exploité en 1959. Une première maison y a été construite en 1886, puis un bassin d'extraction avec turbine en 1908, enfin en 1910 une nouvelle maison et un local pour moteur thermique, destiné à actionner le treuil pour la montée des wagonnets de la carrière à la plate forme du gueulard.
Le four adossé, à feu continu et flamme courte, d'une capacité de 18 mètres cubes, présente une cuve cylindrique voûtée en coupole, laquelle est surmontée d'une chambre circulaire voûtée de même et percée d'une cheminée. La chemise ouverte à la gorge, qui entoure le four proprement dit et le masque au regard, donne à l'édifice l'allure d'un vieux château abandonné.

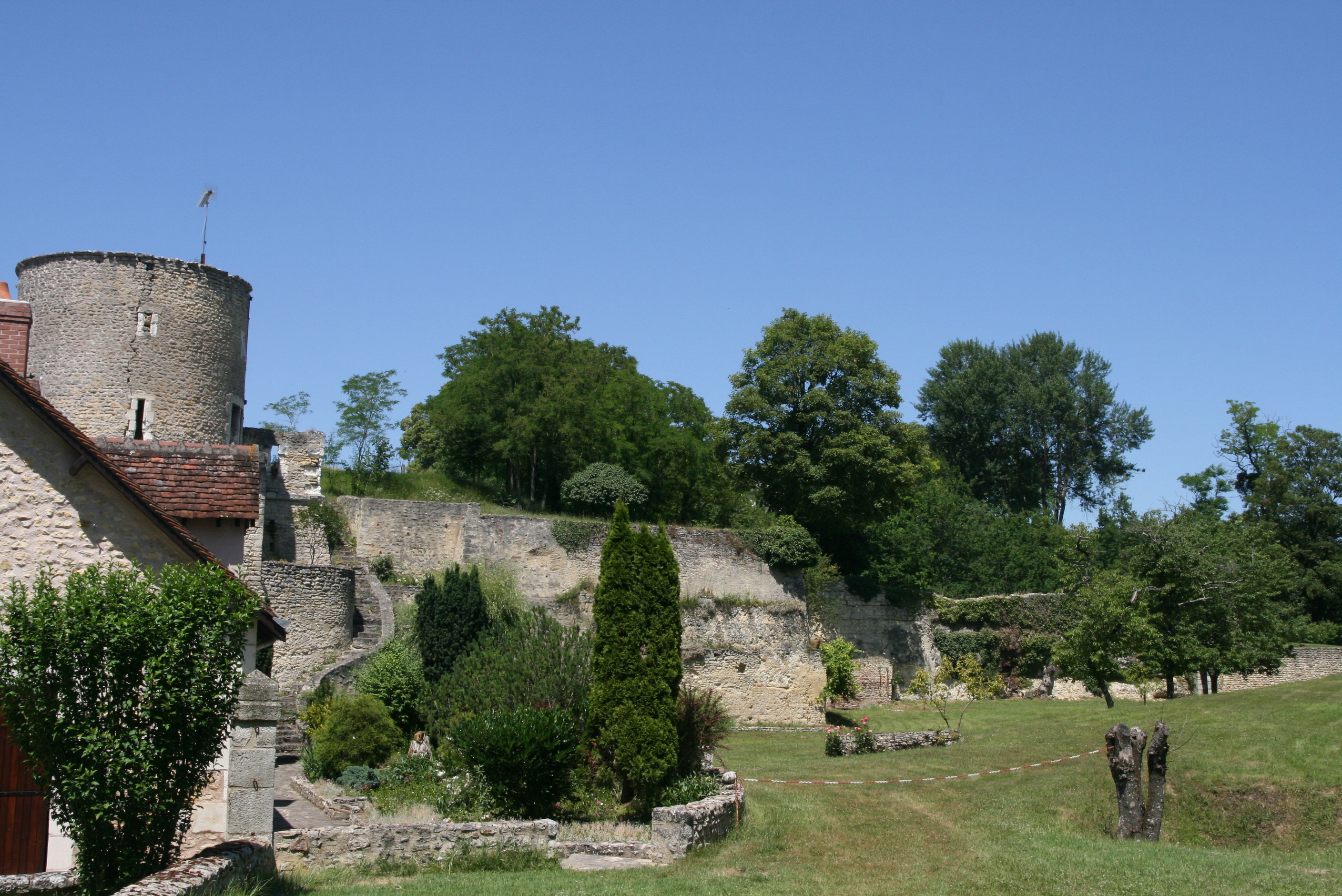
Vue du four à chaux et de la maison depuis le sud.
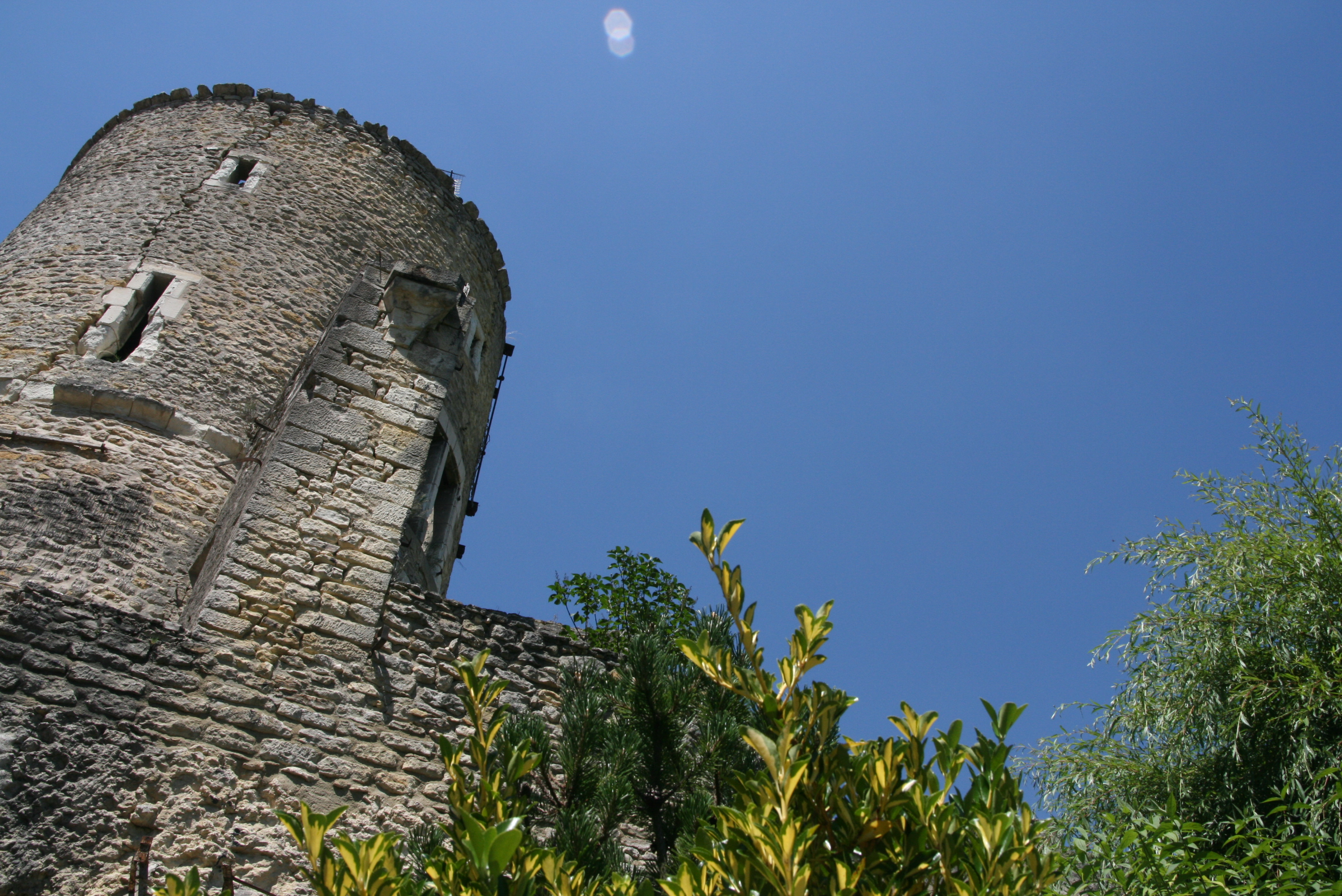
Vue depuis le sud.
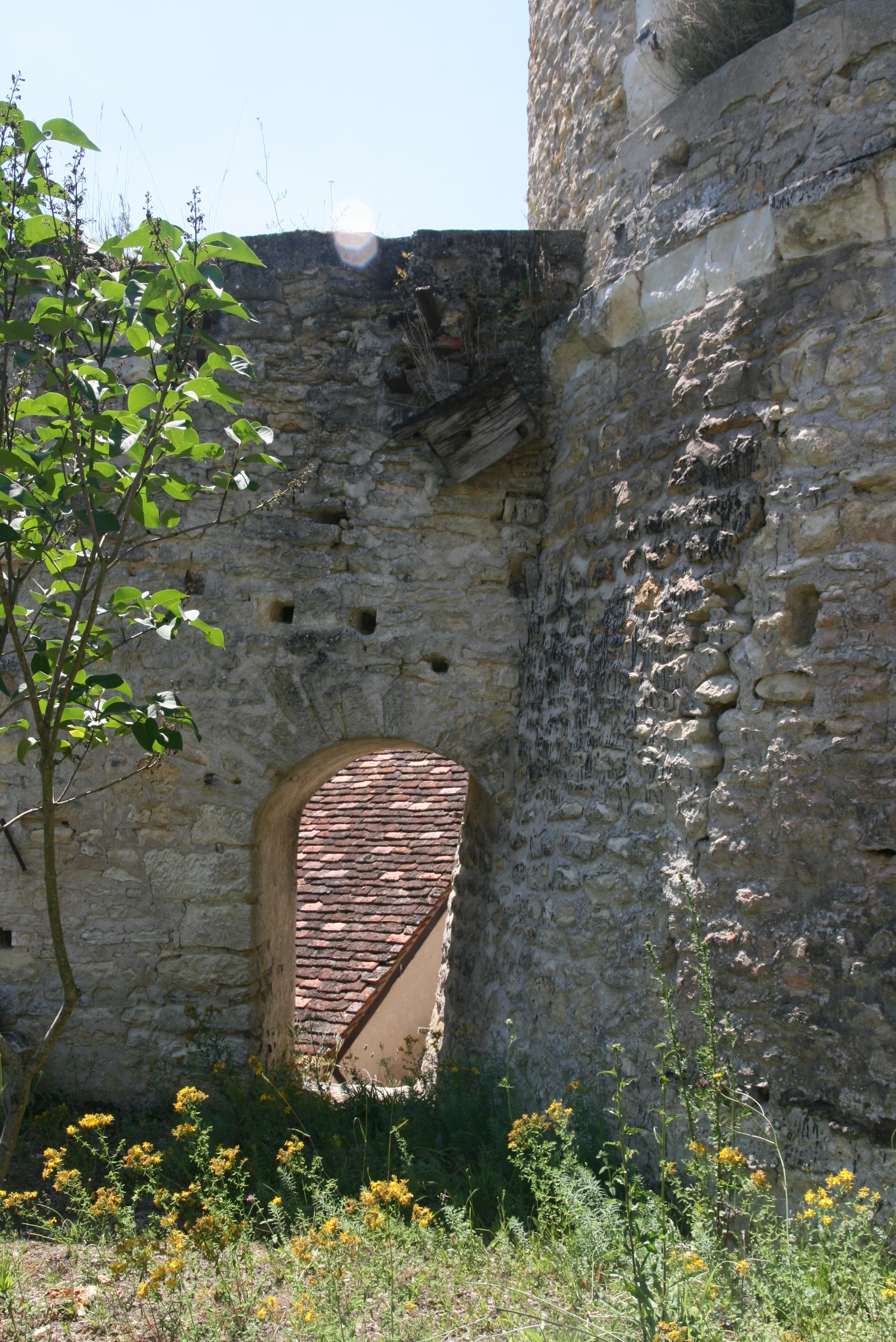
Circulation basse du four.
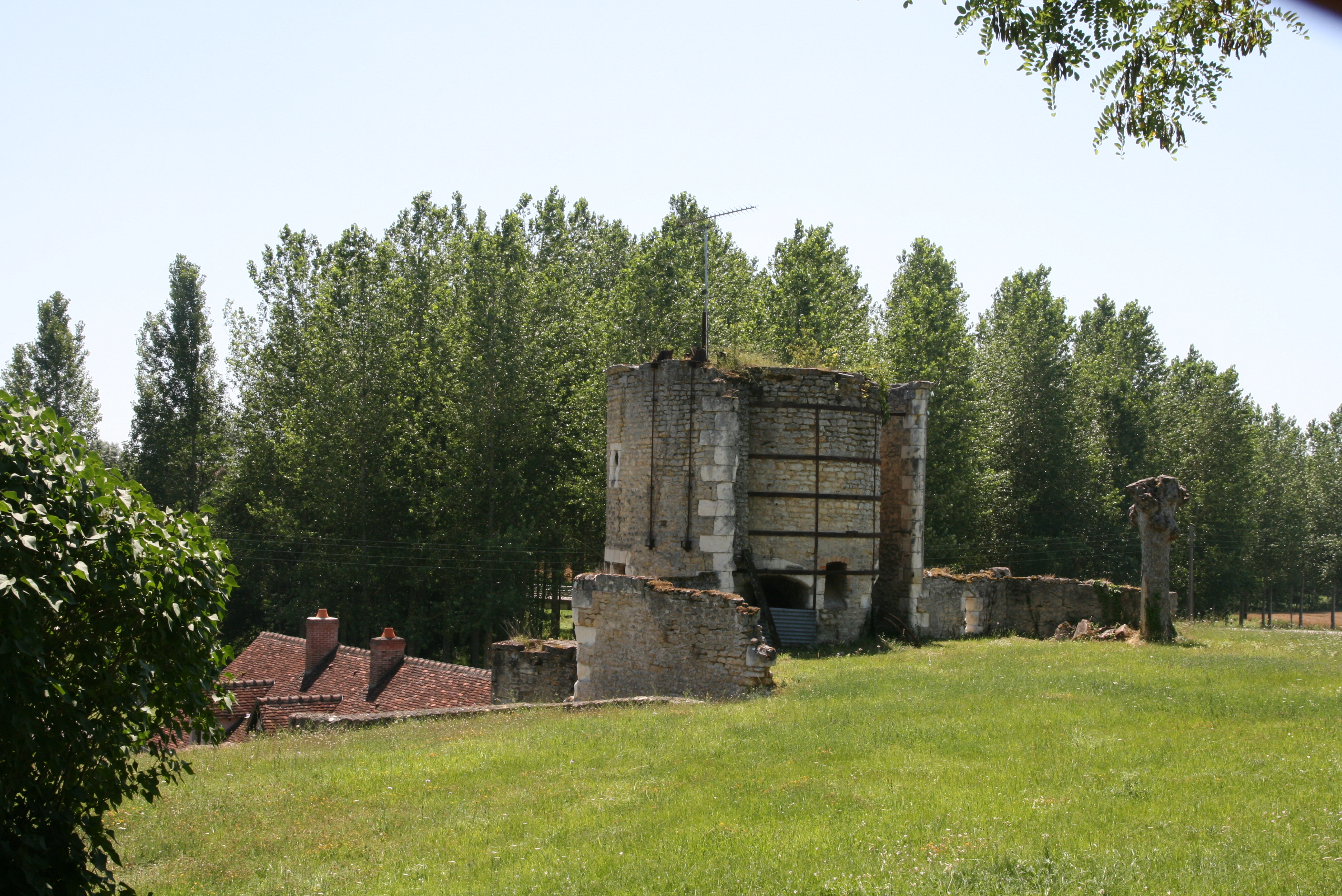
Vue depuis le nord-est. On y distingue la plate-forme du gueulard.
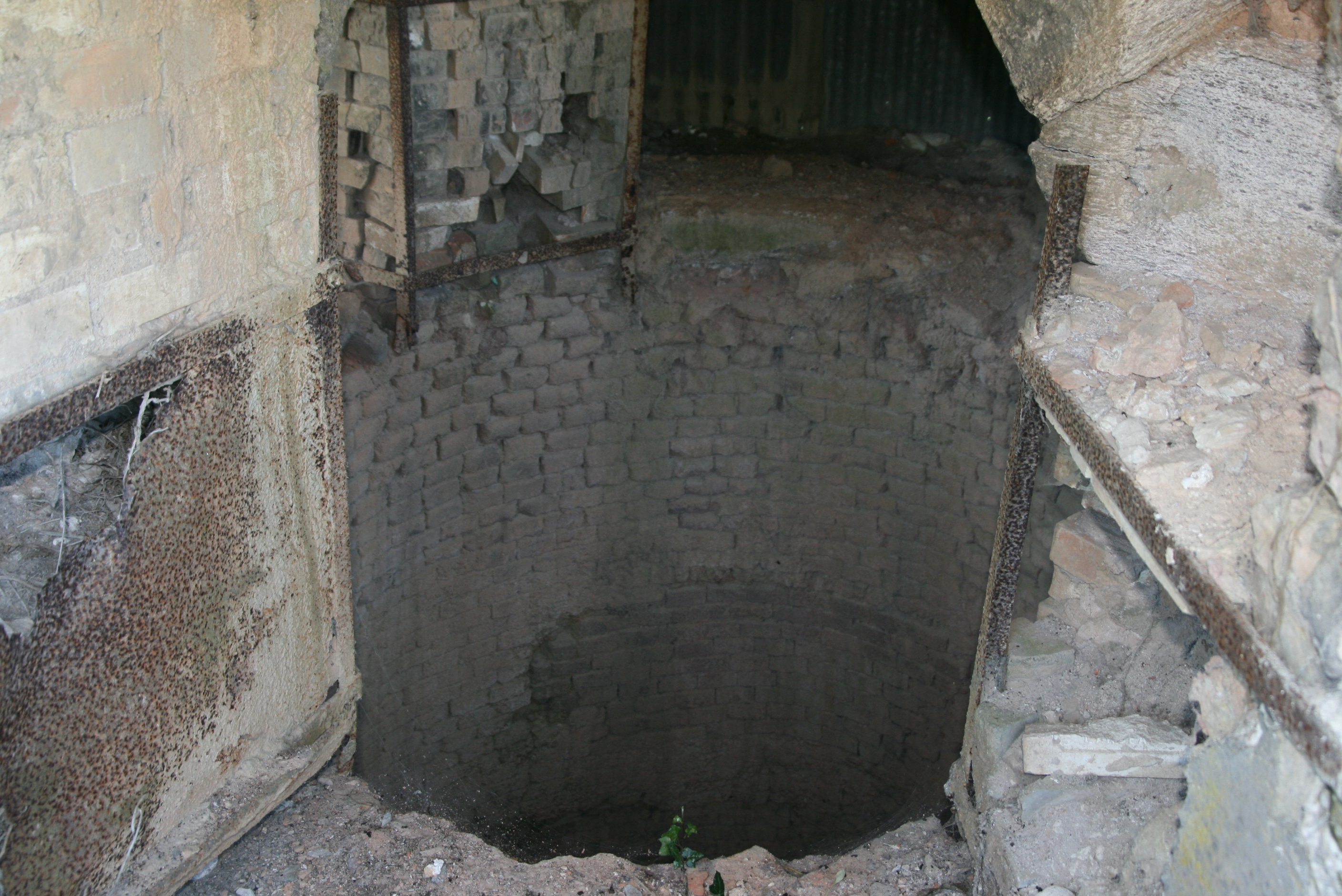
Vue intérieure du four à travers une des embrasures de chargement.
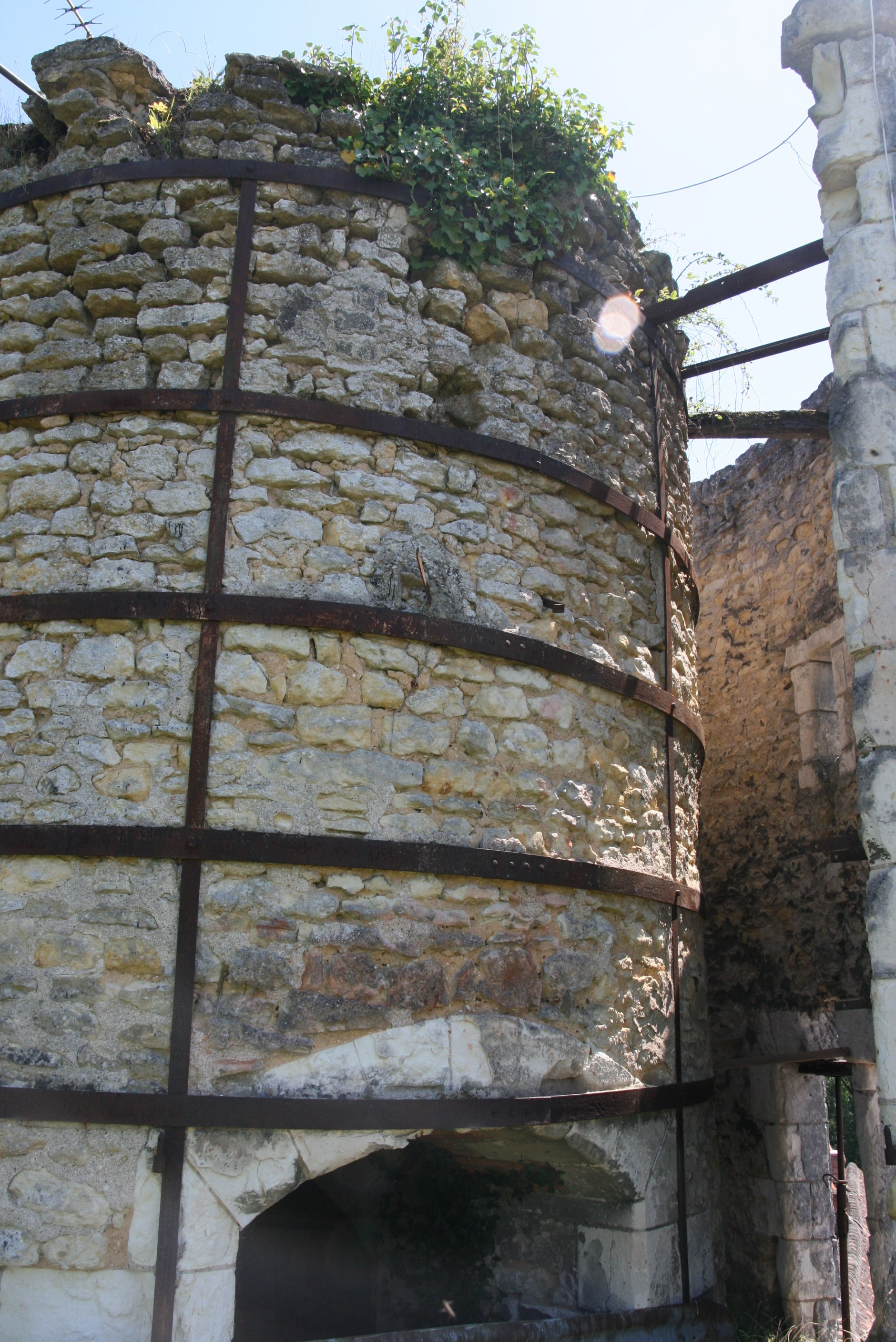
Vue depuis le nord. Plate-forme du gueulard, on distingue la chemise ouverte à la gorge  du four proprement dit et une des embrasures de chargement du gueulard.

## Villebaslin: Four à Chaux duXIXesiècle
Construite antérieurement à 1832, la tuilerie qui s'y trouvait appartenait à cette date à Benjamin Orvat, tuilier. Dans le cadre de travaux privés récents, des briques estampillées "Orvat" ont par ailleurs été retrouvées dans l'architecture d'un four à pain au lieu-dit "Le Puits Ferrand" à Chemillé-sur-Indrois. Après diverses mutations, l'activité y ayant cessé avant 1939, le four ruiné qui présentait encore une hauteur de 2 mètres en 1950 a été détruit.
Cette tuilerie, outre un four à ciel ouvert d'une capacité de 24 mètres cubes, pour la cuisson des tuiles et des briques et la calcination de pierre à chaux, comprenait une halle, un hangar au sous sol, et une maison pour le tuilier. Une presse à bras y avait été installé vers 1885, puis une machine à vapeur et un malaxeur vers 1929.
Dès 1872, la présence de fermiers est relevé sur le site. Entre 1836 et 1923 de trois à cinq ouvriers y étaient employés, avec des pointes de neuf personnes en 1872 et onze en 1886.

## La Villate: Four à Chaux duXIXesiècle
Le four à chaux troglodytique, à feu continu et flamme courte d'une capacité de 18 mètres cubes, avec un hangar en appentis, qui a été construit en 1895 pour Bresson-Glassier, a, après mutations, été classé bâtiment rural en 1938, son exploitation ayant cessé en 1920.
La matière première, destinée à la production de chaux naturelle, était fournie par une carrière à proximité. En 1895, le four était exploité par le fermier Sylvain Berthon.

## Montiange: Four à Chaux duXXesiècle
Le four à chaux de Montiange a été construit en 1909 pour Daniel Wilson, connu comme député de Loches et gendre du président de la République française Jules Grévy, peut-être encore plus pour son implication dans l'affaire du courrier en franchise et le scandale des décorations. L'exploitation du four a cessé dans les années 1930, tandis qu'en 1943 il est dit être démoli.
Adossé, de forme circulaire, à feu continu et flamme courte, il a une cuve d'une capacité de 18 mètres cubes et une hauteur de 5,20 mètres. Il permettait la production de chaux naturelle  destinée à l'agriculture, avec une matière première fournie par une carrière au nord du four et transportée par wagonnets sur voie étroite.
Un hangar lui était accolé sur la gauche de son embrasure de défournement, et une maison pour le chaufournier se trouvait à 150 mètres au nord-est.